# زایتسوو (استان آرخانگلسک)
زایتسوو (به لاتین: Zaytsevo) یک منطقهٔ مسکونی در روسیه است که در استان آرخانگلسک واقع شده‌است.